# デヴィッド・エバーショフ

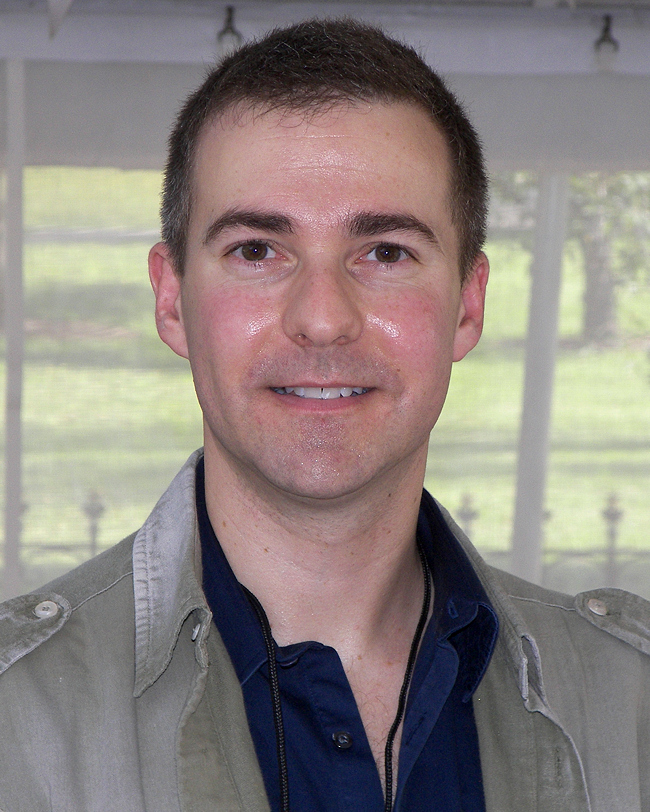
2008年

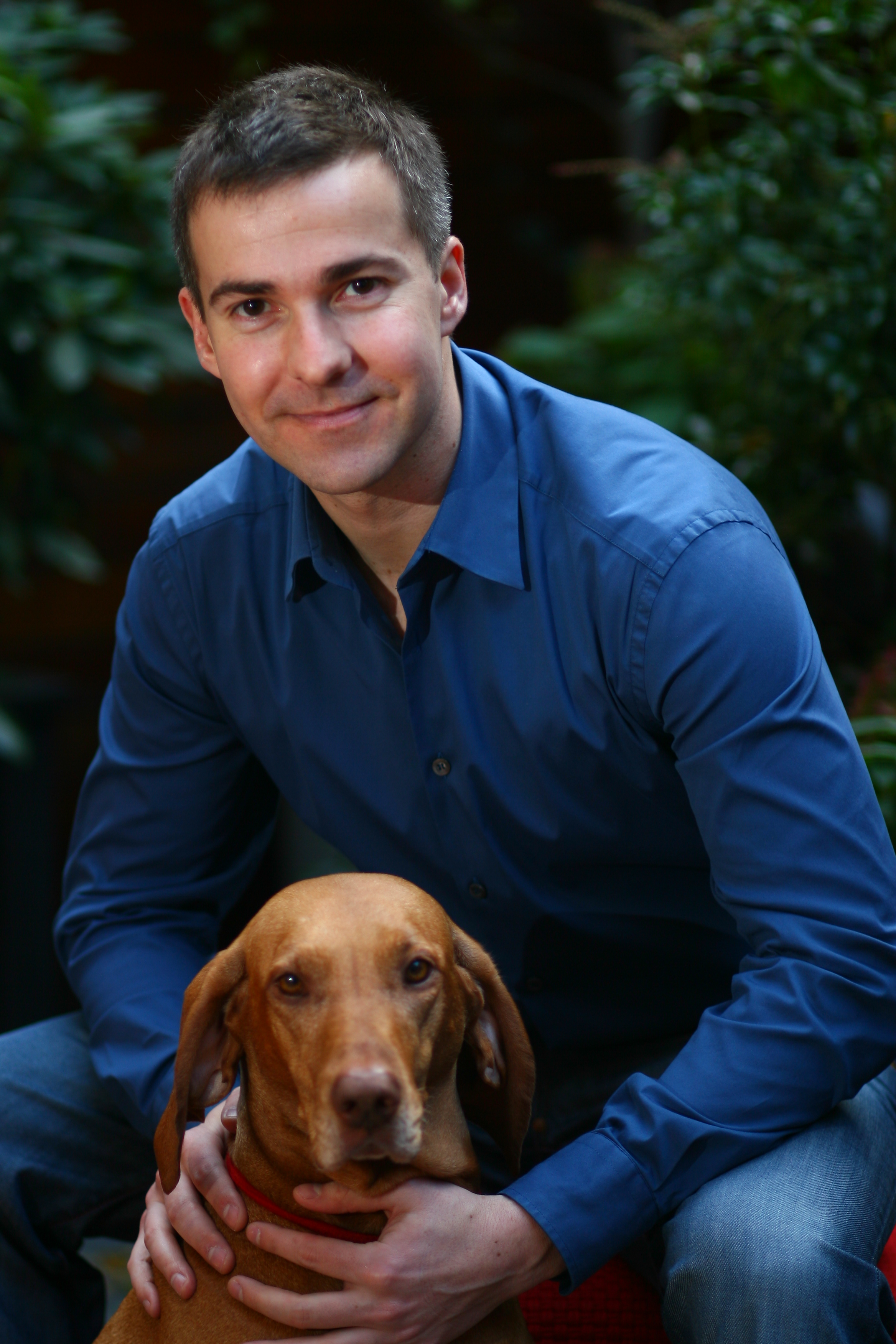

デヴィッド・エバーショフ（David Ebershoff, 1969年 - ）は、アメリカ合衆国の作家、編集者、教師である。

## 経歴
カリフォルニア州のパサデナで生まれた。ブラウン大学を卒業した。シカゴ大学と慶應義塾大学でも学んだ。

### 小説家として
最初の小説『世界で初めて女性に変身した男と、その妻の愛の物語』を2000年に発表した。性別適合手術を史上最初に受けた人物リリー・エルベの話である。ローゼンタール財団賞とラムダ文学賞を受賞した。ニューヨーク公立図書館のヤング・ライオンズ賞とアメリカ図書館協会賞の最終選考に残った。『ニューヨーク・タイムズ』誌の「注目の本」になった。『ニューヨーク・タイムズ』誌は「テーマは複雑で深遠。愛に対するエバーショフの知的で巧みな探究により、この小説は、注目に値する「事件」となるだろう」と評した。2015年にトム・フーパー監督によって映画化された。映画の原題は小説と同じThe Danish Girlだが、日本では『リリーのすべて』と題されて2016年に公開された。
短編小説の最初のコレクションを発表したのは2001年でフェロGrumley賞、ラムダ文学賞受賞。ロサンゼルス・タイムズで「今年のベスト本」の一つに選ばれた。
第二作『パサデナ』は2002年に出版された。ベストセラーになり、18の言語に翻訳された。2009年には米国で「ベスト・ウェスタン・フィクション作家」に選ばれた。
三作目『19番目の妻』は2009年に出版され、世界中で約100万部が売れた。小説はアン・エリザ・ヤングをあつかう。アンは、末日聖徒イエス・キリスト教会の指導者で多妻主義者として知られる19世紀の宗教家ブリガム・ヤングの妻の一人である。出版された2009年にイギリスのテレビのトーク番組のホストであるリチャードとジュディが、『19番目の妻』を英国のブック＃1ベストセラーに選んだ。この小説はフェロGrumley賞、ユタ州本賞にノミネートされ、週刊「出版」による「今年のベストブック」の一つとなった。『19番目の妻』は出版翌年の2010年にテレビ映画として放送された。テレビ映画『19番目の妻』はリチャード・フリーデンバーグが脚本を書き、カイラー・リーやマット・ズークリー、アレクシア・ファスト、パトリシア・ウェティグなどが出演し、ロッド・ホルコムが監督を務めた。

### 編集者として
ランダムハウスの編集長である。編集者として担当したのは、小説家のデヴィッド・ミッチェルやTeju コール、チャールズ・ボック、ゲイリー Shteyngart、ステファン・メリル・ブロック、ジョン・バーナム・シュワルツ、詩人のビリー・コリンズ、ノーベル平和賞受賞者のシリン・エバディ、ジャーナリストのAzadeh Moaveniとソニア・ナザリオ、俳優のダイアン・キートン、ベストセラー学者のロナルドC.ホワイト・ジュニアである。
ジェーン・ジェイコブスの最後の2冊を担当した編集者で、ノーマン・メイラーの最晩年5年間の編集者だった。トルーマン・カポーティ財団と協力して、彼はランダムハウスのためにカポーティの出版を監督し、トルーマン・カポーティの物語『サマー·クロッシング』および肖像画などを管理している。またWGゼーバルトの死後の編集出版をランダムハウスのために行った。
フィクション部門と歴史部門の両方でピューリッツァー賞を受賞作を担当した最初の編集者に2013年になった。フィクション部門の作品は孤児の子が主人公のアダム・ジョンソンによる本で、歴史部門の作品は「戦争の残り火」のフレドリック Logevallの作品である。
以前はランダムハウスの「古典インプリント」の出版ディレクターを務めていた。また『コンデナスト・トラベラー』に書いている。エバーショフはニューヨーク大学とプリンストン大学でライティングを教え、コロンビア大学のMFAプログラムで文学を教えている。
ニューヨークに住んでいる。

## 作品一覧
- The Danish Girl, 2000年
  - 日本語訳：『世界で初めて女性に変身した男と、その妻の愛の物語』斉藤博昭訳、講談社、2003年。
  - 日本語訳、改題：『リリーのすべて』斉藤博昭訳、ハヤカワ文庫、2016年。
- The Rose City: Stories (2002/4/30)：短編小説の最初のコレクション。
- Pasadena（パサデナ）、2002年
- The 19th Wife（19人目の妻）、2009年